# Finales NBA 1959
Navigation
Finales 1958 Finales 1960
Les finales NBA 1959 sont la dernière série de matchs de la saison 1958-1959 de la NBA et la conclusion des séries éliminatoires (playoffs) de la saison. Le champion de la division Est, les Celtics de Boston rencontrent  le champion de la division Ouest les Lakers de Minnéapolis.
En finale les Celtics battent les Lakers quatre victoires à zéro. C'est la première fois depuis la création des finales que le vainqueur gagne sur ce score . Les Celtics terminant ainsi leur saison face aux Lakers en restant invaincus durant les treize matchs de la saison (neuf en saison régulière et quatre en finales). Belle performance accomplie face au club le plus titré (cinq) depuis la création de la NBA.
Lors de ces finales les Celtics jouent avec six joueurs futurs membres du Hall of Fame : Bob Cousy, Bill Russell, Tom Heinsohn, Bill Sharman, Frank Ramsey et Sam Jones ainsi que l'entraîneur Red Auerbach. Quant aux Lakers ils en ont deux dans leurs rang : Elgin Baylor et Vern Mikkelsen.

## Avant les finales

### Celtics de Boston
Lors de la saison régulière les Celtics de Boston ont terminé la saison champion de la division Est avec un bilan de 50 victoires pour 20 défaites (meilleur bilan des 8 équipes de la ligue).
Les Celtics se sont qualifiés en battant en finales de division les Nationals de Syracuse quatre victoires à trois.

### Lakers de Minnéapolis
Lors de la saison régulière les Lakers ont terminé la saison second de la division Ouest avec un bilan de 33 victoires pour 39 défaites derrière les Hawks de Saint-Louis.
Les Lakers se sont qualifiés en battant en finales de division les Hawks quatre victoires à deux.

### Parcours comparés vers les finales NBA
| Champion de division | Qualifié pour les playoffs | Éliminé des playoffs |

| Franchise                | V  | D  | PCT    | R  | Dom  | Ext   | N    | Div   |
| ------------------------ | -- | -- | ------ | -- | ---- | ----- | ---- | ----- |
| Celtics de Boston        | 52 | 20 | 72,2 % | -  | 26–4 | 13–15 | 13–1 | 23–13 |
| Nationals de Syracuse    | 40 | 32 | 55,6 % | 12 | 21–9 | 15–15 | 4–8  | 19–17 |
| Knicks de New York       | 35 | 37 | 48,6 % | 17 | 17–9 | 7–24  | 8–7  | 14–22 |
| Warriors de Philadelphie | 32 | 40 | 44,4 % | 20 | 17–9 | 7–24  | 8–7  | 14–22 |

| Franchise             | V  | D  | PCT    | R  | Dom   | Ext   | N    | Div   |
| --------------------- | -- | -- | ------ | -- | ----- | ----- | ---- | ----- |
| Hawks de Saint-Louis  | 49 | 23 | 68,1 % | -  | 28–3  | 14–15 | 7–5  | 27–9  |
| Lakers de Minneapolis | 33 | 39 | 45,8 % | 16 | 15–7  | 9–17  | 9–15 | 18–18 |
| Pistons de Détroit    | 28 | 44 | 38,9 % | 21 | 13–17 | 8–20  | 7–7  | 17–19 |
| Royals de Cincinnati  | 19 | 53 | 25,4 % | 30 | 9–19  | 2–25  | 8–9  | 10–26 |

### Face à face en saison régulière
Les Celtics et les Lakers se sont rencontrés 9 fois, dont cinq rencontres sur terrains neutre. Les Celtics ont remporté les neuf rencontres.
| Match | Date             | équipe à domicile     | Score        | équipe à l'extérieur  |
| ----- | ---------------- | --------------------- | ------------ | --------------------- |
| 1     | 11 novembre 1958 | Celtics de Boston     | 116-113 (OT) | Lakers de Minnéapolis |
| 4     | 27 décembre 1958 | Lakers de Minnéapolis | 94-112       | Celtics de Boston     |
| 5     | 5 janvier 1959   | Celtics de Boston     | 118-106      | Lakers de Minnéapolis |
| 8     | 27 février 1959  | Celtics de Boston     | 173-139      | Lakers de Minnéapolis |

Cinq rencontres ont eu lieu sur terrain neutre.
| Match | Date             | Lieu de la rencontre |                   | Score        |                       |
| ----- | ---------------- | -------------------- | ----------------- | ------------ | --------------------- |
| 2     | 24 novembre 1958 | Charlotte            | Celtics de Boston | 123-104      | Lakers de Minnéapolis |
| 3     | 26 décembre 1958 | Détroit              | Celtics de Boston | 107-199      | Lakers de Minnéapolis |
| 6     | 11 janvier 1959  | San Francisco        | Celtics de Boston | 109-106 (OT) | Lakers de Minnéapolis |
| 7     | 12 janvier 1959  | Seattle              | Celtics de Boston | 117-108      | Lakers de Minnéapolis |
| 9     | 3 mars 1959      | Providence           | Celtics de Boston | 119-112      | Lakers de Minnéapolis |

## Formule

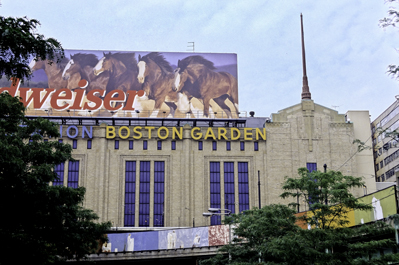
Le Boston Garden

Pour les séries éliminatoires la franchise gagnante est la première à remporter quatre victoires, soit un minimum de quatre matchs et un maximum de sept. Les rencontres se déroulent dans l'ordre suivant :
| Match | Recevant       | Match | Recevant       | Match | Recevant        | Match | Recevant        |
| ----- | -------------- | ----- | -------------- | ----- | --------------- | ----- | --------------- |
| 1     | Meilleur bilan | 2     | Meilleur bilan | 3     | Moins bon bilan | 4     | Moins bon bilan |

| Match | Recevant       | Match | Recevant        | Match | Recevant       |
| ----- | -------------- | ----- | --------------- | ----- | -------------- |
| 5     | Meilleur bilan | 6     | Moins bon bilan | 7     | Meilleur bilan |

Les Celtics ont l'avantage du terrain lors de la finale, car ils ont un meilleur bilan en saison régulière (52-20 contre 33-39).

## Les finales

### Résumé
|                       | Match 1 | Match 2 | Match 3 | Match 4 | Score final |
| Celtics de Boston     | 118     | 128     | 122     | 118     | 4           |
| Lakers de Minneapolis | 115     | 108     | 110     | 113     | 0           |

Les scores en couleur représentent l'équipe à domicile. Le score du match en gras est le vainqueur du match.

### Match 1
| 4 avril 1959 | Rapport | Lakers de Minneapolis 115, Celtics de Boston 118   | Lakers de Minneapolis 115, Celtics de Boston 118 | Lakers de Minneapolis 115, Celtics de Boston 118 |  | Boston Garden, Boston |
| 4 avril 1959 | Rapport | Score par quart-temps : 29-29, 24-36, 31-19, 31-34 |                                                  |                                                  |  | Boston Garden, Boston |
| 4 avril 1959 | Rapport | Elgin Baylor 34                                    | Points                                           | Frank Ramsey 29                                  |  | Boston Garden, Boston |
| 4 avril 1959 | Rapport | Boston mène la série 1 à 0                         |                                                  |                                                  |  | Boston Garden, Boston |

### Match 2
| 5 avril 1959 | Rapport | Lakers de Minneapolis 108, Celtics de Boston 128   | Lakers de Minneapolis 108, Celtics de Boston 128 | Lakers de Minneapolis 108, Celtics de Boston 128 |  | Boston Garden, Boston |
| 5 avril 1959 | Rapport | Score par quart-temps : 17-32, 31-40, 37-28, 23-28 |                                                  |                                                  |  | Boston Garden, Boston |
| 5 avril 1959 | Rapport | Vern Mikkelsen 24                                  | Points                                           | Bill Sharman 28                                  |  | Boston Garden, Boston |
| 5 avril 1959 | Rapport | Boston mène la série 2 à 0                         |                                                  |                                                  |  | Boston Garden, Boston |

### Match 3
| 7 avril 1959 | Rapport | Celtics de Boston 123, Lakers de Minneapolis 110   | Celtics de Boston 123, Lakers de Minneapolis 110 | Celtics de Boston 123, Lakers de Minneapolis 110 |  | Minneapolis Auditorium, Minneapolis |
| 7 avril 1959 | Rapport | Score par quart-temps : 35-27, 34-26, 32-32, 22-25 |                                                  |                                                  |  | Minneapolis Auditorium, Minneapolis |
| 7 avril 1959 | Rapport | Tom Heinsohn 26                                    | Points                                           | Larry Foust 26                                   |  | Minneapolis Auditorium, Minneapolis |
| 7 avril 1959 | Rapport | Boston mène la série 3 à 0                         |                                                  |                                                  |  | Minneapolis Auditorium, Minneapolis |

### Match 4
| 9 avril 1959 | Rapport | Celtics de Boston 123, Lakers de Minneapolis 118          | Celtics de Boston 123, Lakers de Minneapolis 118 | Celtics de Boston 123, Lakers de Minneapolis 118 |  | Minneapolis Auditorium, Minneapolis |
| 9 avril 1959 | Rapport | Score par quart-temps : 34-34, 30-28, 24-25, 30-26        |                                                  |                                                  |  | Minneapolis Auditorium, Minneapolis |
| 9 avril 1959 | Rapport | Bill Sharman 29                                           | Points                                           | Elgin Baylor 30                                  |  | Minneapolis Auditorium, Minneapolis |
| 9 avril 1959 | Rapport | Boston gagne la série 4 à 0 et remporte le titre NBA 1959 |                                                  |                                                  |  | Minneapolis Auditorium, Minneapolis |

## Équipes
| Effectif des Celtics de Boston - Champions NBA 1958-1959 |
| --- |
| 6 Bill Russell • 14 Bob Cousy • 15 Tom Heinsohn • 16 Bennie Swain • 17 Gene Conley • 18 Jim Loscutoff • 21 Bill Sharman • 23 Frank Ramsey • 24 Sam Jones • 25 K.C. Jones • 29 Lou Tsioropoulos Entraîneur : Red Auerbach |

| Effectif des Lakers de Minnéapolis - Champion de la Division Ouest |
| --- |
| 14 Larry Foust • 16 Dick Garmaker • 19 Vern Mikkelsen• 21 Slick Leonard • 22 Elgin Baylor • 23 Boo Ellis • 30 Steve Hamilton • 32 Jim Krebs • 33 Rod Hundley • 50 Ed Fleming Entraîneur : John Kundla |